# ارين كوك
ارين كوك (بالإنجليزية: Warren Cook)‏ هو ممثل أمريكي، ولد في 23 مايو 1878 ببوسطن في الولايات المتحدة، وتوفي في 2 مايو 1939 بنيويورك في الولايات المتحدة.

## وصلات خارجية
- ارين كوك على موقع IMDb (الإنجليزية)
- ارين كوك على موقع قاعدة بيانات الفيلم (الإنجليزية)